# Seattle Storm
Seattle Strom – kobiecy klub koszykarski, z siedzibą w mieście Seattle, w stanie Waszyngton. Drużyna jest członkiem zachodniej konferencji ligi WNBA. Klub powstał w 2000. Drużyna sięgała po tytuł mistrzowski w latach 2004 i 2010.

## Wyniki sezon po sezonie
| Sezon           | Zespół          | Konferencja     | Konferencja     | Sezon regularny | Sezon regularny | Sezon regularny | Rezultaty Play-off | Trener                    |
| Sezon           | Zespół          | Konferencja     | Konferencja     | W               | P               | %               | Rezultaty Play-off | Trener                    |
| Seattle Storm   | Seattle Storm   | Seattle Storm   | Seattle Storm   | Seattle Storm   | Seattle Storm   | Seattle Storm   | Seattle Storm | Seattle Storm             |
| --------------- | --------------- | --------------- | --------------- | --------------- | --------------- | --------------- | --- | ------------------------- |
| 2000            | 2000            | Zachodnia       | 8               | 6               | 26              | 18,8            | Brak kwalifikacji | Lin Dunn                  |
| 2001            | 2001            | Zachodnia       | 8               | 10              | 22              | 31,3            | Brak kwalifikacji | Lin Dunn                  |
| 2002            | 2002            | Zachodnia       | 4               | 17              | 15              | 53,1            | Przegrana w półfinale konferencji (Los Angeles, 0–2)                                                                                | Lin Dunn                  |
| 2003            | 2003            | Zachodnia       | 5               | 18              | 16              | 52,9            | Brak kwalifikacji | Anne Donovan              |
| 2004            | 2004            | Zachodnia       | 2               | 20              | 14              | 58,8            | Wygrana w półfinale konferencji (Minnesota, 2–0) Wygrana w finale konferencji (Sacramento, 2–1) Mistrzostwo WNBA (Connecticut, 2–1) | Anne Donovan              |
| 2005            | 2005            | Zachodnia       | 2               | 20              | 14              | 58,8            | Przegrana w półfinale konferencji (Houston, 1–2)                                                                                    | Anne Donovan              |
| 2006            | 2006            | Zachodnia       | 4               | 18              | 16              | 52,9            | Przegrana w półfinale konferencji (Los Angeles, 1–2)                                                                                | Anne Donovan              |
| 2007            | 2007            | Zachodnia       | 4               | 17              | 17              | 50              | Przegrana w półfinale konferencji (Phoenix, 0–2)                                                                                    | Anne Donovan              |
| 2008            | 2008            | Zachodnia       | 2nd             | 22              | 12              | 64,7            | Przegrana w półfinale konferencji (Los Angeles, 1–2)                                                                                | Brian Agler               |
| 2009            | 2009            | Zachodnia       | 2               | 20              | 14              | 58,8            | Przegrana w półfinale konferencji (Los Angeles, 1–2)                                                                                | Brian Agler               |
| 2010            | 2010            | Zachodnia       | 1               | 28              | 6               | 82,4            | Wygrana w półfinale konferencji (Los Angeles, 2–0) Wygrana w finale konferencji (Phoenix, 2–0) Mistrzostwo WNBA (Atlanta, 3–0)      | Brian Agler               |
| 2011            | 2011            | Zachodnia       | 2               | 21              | 13              | 61,8            | Przegrana w półfinale konferencji (Phoenix, 1–2)                                                                                    | Brian Agler               |
| 2012            | 2012            | Zachodnia       | 4               | 16              | 18              | 47,1            | Przegrana w półfinale konferencji (Minnesota, 1–2)                                                                                  | Brian Agler               |
| 2013            | 2013            | Zachodnia       | 4               | 17              | 17              | 50              | Przegrana w półfinale konferencji (Minnesota, 0–2)                                                                                  | Brian Agler               |
| 2014            | 2014            | Zachodnia       | 6               | 12              | 22              | 35,3            | Brak kwalifikacji | Brian Agler               |
| 2015            | 2015            | Zachodnia       | 5th             | 10              | 24              | 29,4            | Brak kwalifikacji | Jenny Boucek              |
| Sezon regularny | Sezon regularny | Sezon regularny | Sezon regularny | 272             | 266             | 50,6            | 2 mistrzostwa konferencji | 2 mistrzostwa konferencji |
| Play-off        | Play-off        | Play-off        | Play-off        | 19              | 20              | 48,7            | 2 mistrzostwa WNBA | 2 mistrzostwa WNBA        |

## Statystyki
| Statystyki Seattle Storm | Statystyki Seattle Storm      | Statystyki Seattle Storm | Statystyki Seattle Storm | Statystyki Seattle Storm | Statystyki Seattle Storm | Statystyki Seattle Storm | Statystyki Seattle Storm |
| Sezon                    | Indywidualne                  | Indywidualne             | Indywidualne             | Zespół vs przeciwnik     | Zespół vs przeciwnik     | Zespół vs przeciwnik     |                          |
| Sezon                    | Śr. punktów                   | Śr. zbiórek              | Śr. asyst                | Śr. punktów              | Śr. zbiórek              | % z gry                  |                          |
| ------------------------ | ----------------------------- | ------------------------ | ------------------------ | ------------------------ | ------------------------ | ------------------------ | ------------------------ |
| 2000                     | E. Campbell (13,9)            | K. Vodichkova (4,2)      | S. Henning (2,5)         | 56,9 vs 67,8             | 24,8 vs 31,5             | 38,3 vs 45,2             |                          |
| 2001                     | L. Jackson (15,2)             | L. Jackson (6,7)         | S. Henning (2,9)         | 60 vs 64                 | 27,8 vs 32,9             | 37,8 vs 43               |                          |
| 2002                     | L. Jackson (17,2)             | L. Jackson (6,8)         | S. Bird (6)              | 68,4 vs 65,7             | 31,1 vs 30,3             | 40,8 vs 43,1             |                          |
| 2003                     | L. Jackson (21,2)             | L. Jackson (9,3)         | S. Bird (6,5)            | 70,2 vs 66,9             | 31,6 vs 30,6             | 43,5 vs 41,4             |                          |
| 2004                     | L. Jackson (20,5)             | L. Jackson (6,7)         | S. Bird (5,4)            | 71,7 vs 66,6             | 31,1 vs 28,9             | 43,1 vs 42,8             |                          |
| 2005                     | L. Jackson (17,6)             | L. Jackson (9,2)         | S. Bird (5,9)            | 73,5 vs 70,8             | 32,3 vs 30               | 43,9 vs 41,2             |                          |
| 2006                     | L. Jackson (19,5)             | L. Jackson (7,7)         | S. Bird (4,8)            | 77,8 vs 75,7             | 33,8 vs 30,3             | 45,2 vs 42,4             |                          |
| 2007                     | L. Jackson (23,8)             | L. Jackson (9,7)         | S. Bird (4,9)            | 80,4 vs 77,9             | 34,2 vs 32,2             | 43,6 vs 42,5             |                          |
| 2008                     | L. Jackson (20,2)             | L. Jackson (7)           | S. Bird (5,1)            | 73,3 vs 70,8             | 34,2 vs 32,1             | 42,6 vs 39,8             |                          |
| 2009                     | L. Jackson (19,2)             | L. Jackson (7)           | S. Bird (5,8)            | 74,8 vs 72,8             | 32,5 vs 31,7             | 43 vs 41                 |                          |
| 2010                     | L. Jackson (20,5)             | L. Jackson (8,3)         | S. Bird (5,8)            | 81,8 vs 73,9             | 36,3 vs 30               | 44,5 vs 41,3             |                          |
| 2011                     | S. Bird (14,7)                | S. Cash (6,9)            | S. Bird (4,9)            | 71,6 vs 69,9             | 31,6 vs 29,8             | 43,8 vs 41,8             |                          |
| 2012                     | S. Bird (12,2)                | A. Wauters (5,8)         | S. Bird (5,3)            | 71,2 vs 71,6             | 31,9 vs 33,7             | 43,4 vs 39,1             |                          |
| 2013                     | T. Thompson (14,1)            | T. Thompson (5,8)        | T. Wright (4,1)          | 70,9 vs 73,2             | 30,2 vs 31,5             | 42,1 vs 43,5             |                          |
| 2014                     | C. Langhorne C. Little (14.1) | C. Langhorne (7.4)       | S. Bird (4)              | 70,9 vs 75,3             | 28,5 vs 32,5             | 43,6 vs 45,7             |                          |
| 2015                     | C. Langhorne (11,1)           | C. Langhorne (5,7)       | S. Bird (5,4)            | 70,4 vs 76,1             | 30,4 vs 34               | 43,4 vs 43,1             |                          |

## Zastrzeżone numery
- 15 – Lauren Jackson

| - 2001: Lauren Jackson - 2002: Sue Bird, Lauren Jackson - 2003: Sue Bird, Lauren Jackson - 2004: Sue Bird - 2005: Sue Bird, Lauren Jackson - 2006: Sue Bird, Lauren Jackson - 2007: Sue Bird, Lauren Jackson - 2009: Sue Bird, Swin Cash, Lauren Jackson - 2010: Sue Bird, Swin Cash, Lauren Jackson - 2011: Sue Bird, Swin Cash - 2013: Tina Thompson - 2014: Sue Bird - 2015: Sue Bird | - 2004: Sue Bird (USA), Lauren Jackson (Australia) - 2008: Sue Bird (USA), Lauren Jackson (Australia) - 2012: Sue Bird (USA), Lauren Jackson (Australia) |

## Nagrody i wyróżnienia indywidualne
- 2002 I skład WNBA: Sue Bird
- 2003 MVP sezonu: Lauren Jackson
- 2003 Liderka strzelczyń WNBA: Lauren Jackson
- 2003 I skład WNBA: Sue Bird
- 2003 I skład WNBA: Lauren Jackson
- 2004 MVP finałów WNBA: Betty Lennox
- 2004 Liderka strzelczyń WNBA: Lauren Jackson
- 2004 I skład WNBA: Sue Bird
- 2004 I skład WNBA: Lauren Jackson
- 2005 I skład WNBA: Sue Bird
- 2005 I skład WNBA: Lauren Jackson
- 2005 II skład defensywny WNBA: Lauren Jackson
- 2006 Skład Dekady WNBA: Sue Bird
- 2006 Skład Dekady WNBA: Lauren Jackson
- 2006 I skład WNBA: Lauren Jackson
- 2007 MVP sezonu: Lauren Jackson
- 2007 Defensywna Zawodniczka Roku WNBA: Lauren Jackson
- 2007 Liderka strzelczyń WNBA: Lauren Jackson
- 2007 Liderka WNBA w zbiórkach: Lauren Jackson
- 2007 I skąd WNBA: Lauren Jackson
- 2007 I skład defensywny WNBA: Lauren Jackson
- 2008 II skład WNBA: Sue Bird
- 2008 II skład WNBA: Lauren Jackson
- 2008 II skład defensywny WNBA: Lauren Jackson
- 2009 MVP meczu gwiazd: Swin Cash
- 2009 Liderka WNBA w asystach: Sue Bird
- 2009 I skład WNBA: Lauren Jackson
- 2009 I skład defensywny WNBA: Lauren Jackson
- 2009 I skład defensywny WNBA: Tanisha Wright
- 2010 MVP sezonu: Lauren Jackson
- 2010 MVP finałów WNBA: Lauren Jackson
- 2010 Trener Roku WNBA: Brian Agler
- 2010 I skład WNBA: Lauren Jackson
- 2010 II skład WNBA: Sue Bird
- 2010 I skład defensywny WNBA: Tanisha Wright
- 2010 II skład defensywny WNBA: Lauren Jackson
- 2011 MVP meczu gwiazd: Swin Cash
- 2011 Kim Perrot Sportsmanship Award: Sue Bird
- 2011 II skład WNBA: Sue Bird
- 2011 I skład defensywny WNBA: Tanisha Wright
- 2011 II skład defensywny WNBA: Swin Cash
- 2013 I skład defensywny WNBA: Tanisha Wright
- 2015 Debiutantka Miesiąca WNBA (lipiec): Jewell Loyd
- 2015 Debiutantka Roku WNBA: Jewell Loyd
- 2015 skład najlepszych debiutantek WNBA: Jewell Loyd
- 2015 skład najlepszych debiutantek WNBA: Ramu Tokashiki

## Wybory draftu
- 2000 Expansion Draft: Edna Campbell (2), Sophia Witherspoon (7), Angela Aycock (10), Nina Bjedov (15), Toni Foster (18), Charmin Smith (23)
- 2000: Kamila Vodichkova (9), Charisse Sampson (25), Kirra Jordan (41), Katrina Hibbert (57)
- 2001: Lauren Jackson (1), Semeka Randall (17), Juana Brown (49)
- 2002: Sue Bird (1), Lucienne Berthieu (19), Felicia Ragland (28), Takeisha Lewis (35),
- 2003 Miami/Portland Dispersal Draft: Alisa Burras (9)
- 2003: Jung Sun-min (8), Suzy Batkovic (22), Chrissy Floyd (37)
- 2004 Cleveland Dispersal Draft: Betty Lennox (6)
- 2004: Catrina Frierson (19)
- 2005: Tanisha Wright (12), Ashley Battle (25), Steffanie Blackmon (38)
- 2006: Barbara Turner (11), Dalila Esche (25), Erin Grant (39)
- 2007 Charlotte Dispersal Draft: Tye'sha Fluker (7)
- 2007: Katie Gearlds (7), Brandie Hoskins (33)
- 2008: Allie Quigley (22), Kimberly Beck (36)
- 2009 Houston Dispersal Draft: wybór zwolniony
- 2009: Ashley Walker (12), Mara Freshour (38)
- 2010 Sacramento Dispersal Draft: Chelsea Newton (10)
- 2010: Alison Lacey (10), Tanisha Smith (22), Tijana Krivacević (34)
- 2011: Jasmine Thomas (12), Ify Ibekwe (24), Krystal Thomas (36)
- 2012: Shekinna Stricklen (2), Keisha Hampton (22)
- 2013: Tianna Hawkins (6), Chelsea Poppens (18), Jasmine James (30)
- 2014: Bria Hartley (7), Michelle Plouffe (19), Mikaela Ruef (31)
- 2015: Jewell Loyd (1), Kaleena Mosqueda-Lewis (3), Vicky McIntyre (20), Nneka Enemkpali (26)
- 2016: Breanna Stewart (1), Lexi Eaton Rydalch (26)

## Trenerzy i personel

### Trenerzy główni
| Trenerzy Główni Seattle Storm |                  |                   |        |                 |                 |                 |                 |          |          |          |          |
| Trener                        | Początek         | Koniec            | Sezony | Sezon regularny | Sezon regularny | Sezon regularny | Sezon regularny | Play-off | Play-off | Play-off | Play-off |
| Trener                        | Początek         | Koniec            | Sezony | W               | P               | %               | Gry             | W        | P        | %        | Gry      |
| ----------------------------- | ---------------- | ----------------- | ------ | --------------- | --------------- | --------------- | --------------- | -------- | -------- | -------- | -------- |
| Lin Dunn                      | 22 lipca 1999    | 3 września 2002   | 3      | 33              | 63              | 34,4            | 96              | 0        | 2        | 0        | 2        |
| Anne Donovan                  | 18 grudnia 2002  | 30 listopada 2007 | 5      | 93              | 77              | 54,7            | 170             | 8        | 8        | 50       | 16       |
| Brian Agler                   | 8 stycznia 2008  | 5 stycznia 2015   | 7      | 136             | 102             | 57,1            | 238             | 11       | 10       | 52,4     | 21       |
| Jenny Boucek                  | 20 stycznia 2015 | obecnie           | 1      | 10              | 24              | 29,4            | 34              | 0        | 0        | 0        | 0        |

### Asystenci trenerów
- Kathy Anderson (2000–2001)
- Missy Bequette (2000–2001)
- Gary Kloppenburg (2000–2002)
- Carrie Graf (2002)
- Jenny Boucek (2003–2005, 2010–2014)
- Jessie Kenlaw (2003–2006)
- Heidi VanDerveer (2006–2007)
- Shelley Patterson (2007–2009)
- Nancy Darsch (2008–2013)
- Shaquala Williams (2014)
- Rob Fodor (2015)
- Ryan Webb (od 2015)
- Leah Drury (2016)

### Generalni menadżerowie
- Lin Dunn (2000–2002)
- Billy McKinney (2002–2003)
- Karen Bryant (2004–2010)
- Brian Agler (2011–2014)
- Alisha Valavanis (od 2015)

### Dyrektorzy do spraw personelu zawodniczego
- Anne Donovan (2004–2007)
- Brian Agler (2008–2010)

### Właściciele
- Barry Ackerley, Seattle SuperSonics (2000–2001)
- Howard Schultz, Seattle SuperSonics (2001–2006)
- Clay Bennett, Seattle SuperSonics (2007)
- Force 10 Hoops LLC – Dawn Trudeau, Lisa Brummel, Ginny Gilder (od 2008)